# Pleuroprucha persimilata
Pleuroprucha persimilata är en fjärilsart som beskrevs av Augustus Radcliffe Grote 1863. Pleuroprucha persimilata ingår i släktet Pleuroprucha och familjen mätare. Inga underarter finns listade i Catalogue of Life.